# Alhandra (freguesia)

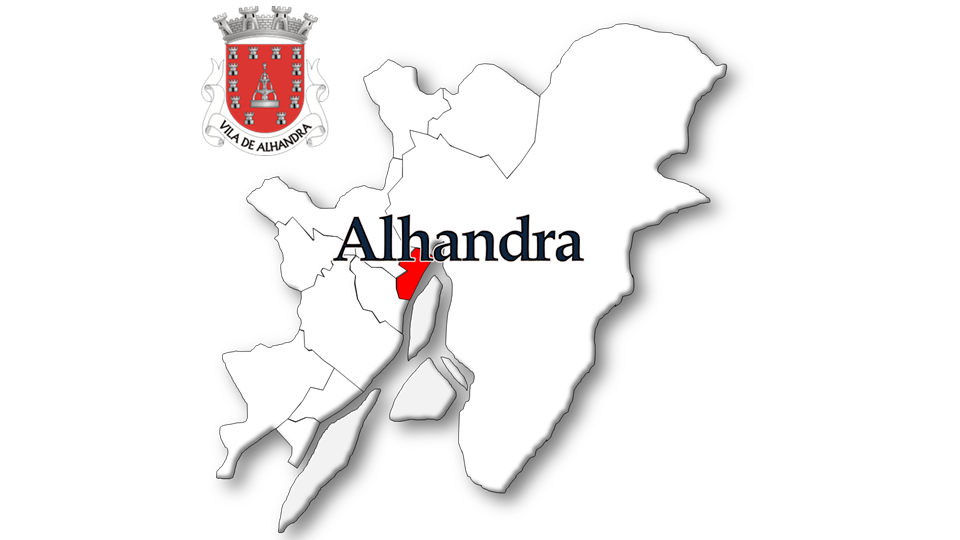
Localização da Freguesia de Alhandra no Município de Vila Franca de Xira

A Freguesia de Alhandra é uma extinta freguesia do Município de Vila Franca de Xira, que tinha 1,65 km² de área e 6 047 habitantes (2011), tendo assim uma densidade populacional de 3 664,8 hab/km². 
A Freguesia de Alhandra foi extinta em 2013, no âmbito de uma reforma administrativa nacional, tendo sido agregada às freguesias de Calhandriz e de São João dos Montes, para formar uma nova freguesia denominada União das Freguesias de Alhandra, São João dos Montes e Calhandriz com sede em Alhandra.
A Freguesia de Alhandra fazia fronteira a nordeste com a Freguesia de Vila Franca de Xira, a noroeste e oeste com a de São João dos Montes, a sul e sudoeste com a de Sobralinho, e a leste com o Rio Tejo.
A sua sede, a vila de Alhandra, foi também sede de um concelho extinto em 1855. O concelho era constituído pelas freguesias de Alhandra, Calhandriz e São João dos Montes. Tinha, em 1801, 3 496 habitantes e, em 1849, 3 182 habitantes.
Tem por orago São João Baptista.
Presentemente, disputa à vizinha freguesia de Vila Franca de Xira a posse do Mouchão de Alhandra e do mouchão do Lombo do Tejo.[carece de fontes?]

## Património
- Casa - Museu Dr. Sousa Martins
- Praça Soeiro Pereira Gomes
- Coreto de Alhandra
- Igreja Matriz de Alhandra
- Teatro Salvador Marques

### Pelourinho de Alhandra
Em 1 de dezembro de 2021, terá lugar a reimplantação do Pelourinho de Alhandra, na Praça 7 de Março. 
Classificado como Imóvel de Interesse Público, o Pelourinho renascentista regressa à Praça 7 de Março, de onde foi retirado em 1893. O pelourinho apresenta características muito peculiares, de cariz maneirista, que o demarcam dos demais pelourinhos existentes no município de Vila Franca de Xira. Pela simplicidade arquitetónica da coluna e pelos seus complementos, pode-se colocar a hipótese de o pelourinho ter sido erigido no reinado de D. João III.

## Personalidades
De entre os mais famosos filhos da terra, destacam-se: 
- Afonso de Albuquerque (1462-1515), "o leão dos mares", governador da Índia;
- Visconde de Alhandra e Conde de Alhandra
- José Tomás de Sousa Martins (1843-1897), médico muito famoso que residiu na vila de Alhandra.
- Soeiro Pereira Gomes (1909-1949), nascido em Gestaçô, no Porto, muda-se para Alhandra após ter regressado de África.
- Baptista Pereira, nadador internacional
- Albano Jerónimo, ator português, nasceu em Alhandra (1979)

## População

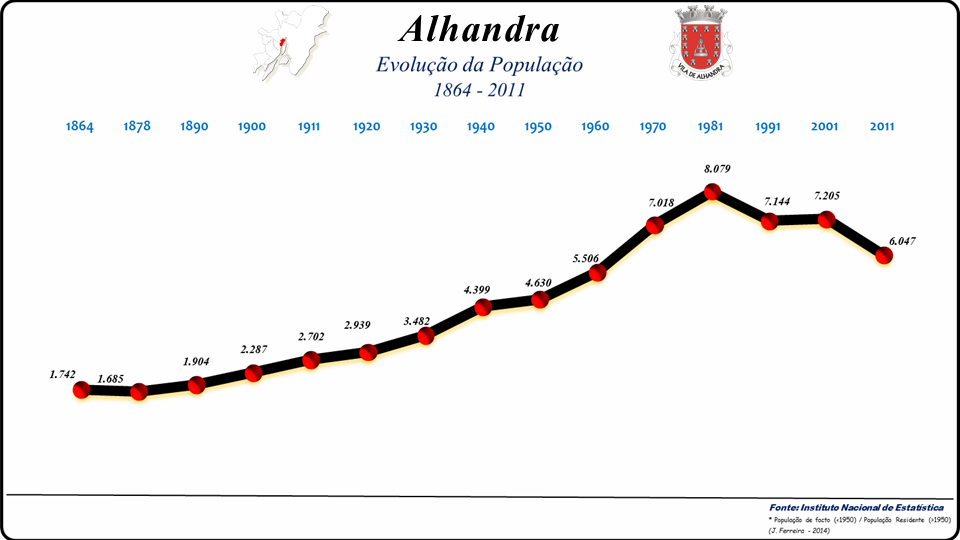
Evolução da População 1864 / 2011

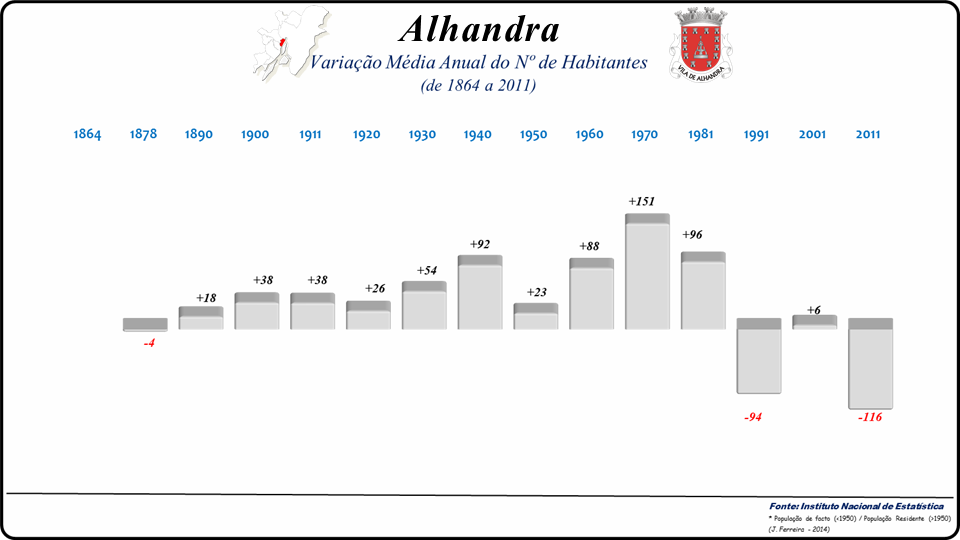
Variação da População 1864 / 2011

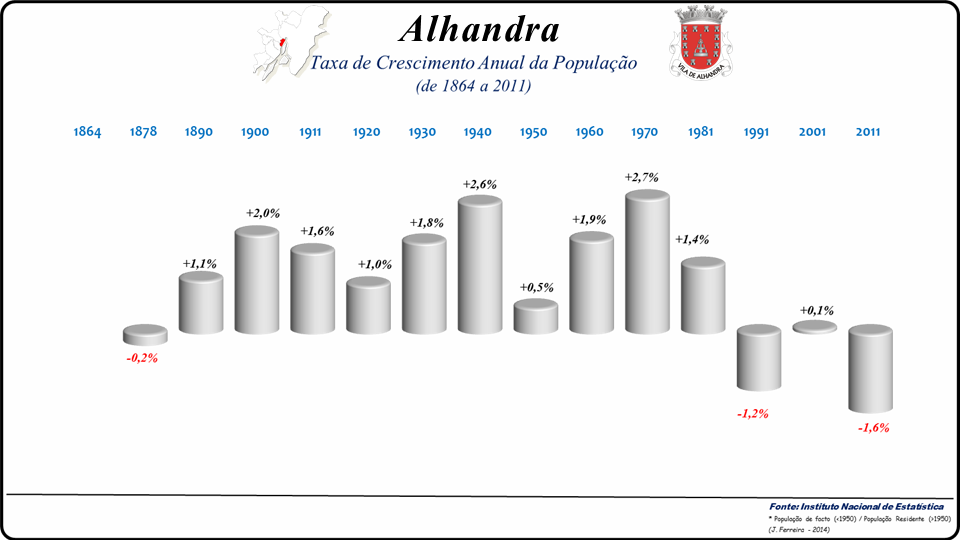
Variação da População 1864 / 2011

| População da freguesia de Alhandra | População da freguesia de Alhandra | População da freguesia de Alhandra | População da freguesia de Alhandra | População da freguesia de Alhandra | População da freguesia de Alhandra | População da freguesia de Alhandra | População da freguesia de Alhandra | População da freguesia de Alhandra | População da freguesia de Alhandra | População da freguesia de Alhandra | População da freguesia de Alhandra | População da freguesia de Alhandra | População da freguesia de Alhandra | População da freguesia de Alhandra |
| ---------------------------------- | ---------------------------------- | ---------------------------------- | ---------------------------------- | ---------------------------------- | ---------------------------------- | ---------------------------------- | ---------------------------------- | ---------------------------------- | ---------------------------------- | ---------------------------------- | ---------------------------------- | ---------------------------------- | ---------------------------------- | ---------------------------------- |
| 1864                               | 1878                               | 1890                               | 1900                               | 1911                               | 1920                               | 1930                               | 1940                               | 1950                               | 1960                               | 1970                               | 1981                               | 1991                               | 2001                               | 2011                               |
| 1 742                              | 1 685                              | 1 904                              | 2 287                              | 2 702                              | 2 939                              | 3 482                              | 4 399                              | 4 630                              | 5 506                              | 7 018                              | 8 079                              | 7 144                              | 7 205                              | 6 047                              |